# Ani Yudhoyono
Kristiani Herrawati Yudhoyono, connue sous le nom d'Ani Yudhoyono, née le 6 juillet 1952 à Yogyakarta et morte le 1er juin 2019 à Singapour, est la femme du président indonésien Susilo Bambang Yudhoyono. Elle fut Première dame du pays de 2004 à 2014.